# Oeneis crambis
Oeneis crambis är en fjärilsart som beskrevs av Freyer 1845. Oeneis crambis ingår i släktet Oeneis och familjen praktfjärilar. Inga underarter finns listade i Catalogue of Life.